# 雷内·斯塔布斯
雷内·斯塔布斯（1971年3月26日—），出生于悉尼，澳大利亚职业网球运动员，澳大利亚体育学院奖学金获得者。她曾经获得几次大满贯女子双打冠军，并代表澳大利亚连续参加四次奥运会：1996年亚特兰大奥运会，2000年悉尼奥运会，2004年雅典奥运会和2008年北京奥运会。
斯塔布斯於1992年到2010年的WTA巡回赛女子双打比赛中与11个不同的搭档都曾获得冠军。她还与男性合作赢得两个混双大满贯冠军。2001年，斯塔布斯在WTA巡回赛总决赛与搭档麗莎·雷蒙获得女子双打冠军，国际网球联合会排名为世界冠军。
斯塔布斯是待在澳大利亚联合会杯队时间最长的成员。自1992年来打了17年比赛。双打成绩28胜–9负，是澳大利亚队第二高的成绩。僅次于温迪·特恩布尔 (29胜–8负)。她在2011年联合会杯對上意大利的比赛后退役。然而，斯塔布斯后来又与搭档Jill Craybas参加了WTA巡回赛的迈阿密大师赛。
斯塔布斯是公开的女同性恋。

## 大满贯比赛成绩
澳大利亚网球公开赛
- 女子双打 冠军: 2000 (与麗莎·雷蒙搭档)
- 女子双打 四强: 1998, 1999, 2002
- 女子双打 八强: 1993, 2003, 2006, 2007
- 混合双打 冠军: 2000 (与Palmer搭档)

法国网球公开赛
- 女子双打 亚军: 2002
- 女子双打 四强: 2001
- 女子双打 八强: 1993, 2005
- 混合双打 亚军: 2000

温布尔登网球锦标赛
- 女子双打 冠军: 2001 (与雷蒙搭档), 2004 (与卡拉·布莱克搭档)
- 女子双打 四强: 1998, 2000, 2006
- 女子双打 八强: 1992, 1993, 2000

美国网球公开赛
- 女子双打 冠军: 2001 (与雷蒙搭档)
- 女子双打 亚军: 1995
- 女子双打 四强: 1998,2007
- 女子双打 八强: 1992, 1993, 2000, 2003, 2005
- 混合双打 冠军: 2001 (与托德·伍德布里奇搭档)